# Aetideus giesbrechti
Aetideus giesbrechti är en kräftdjursart som beskrevs av Cleve 1904. Aetideus giesbrechti ingår i släktet Aetideus och familjen Aetideidae. Inga underarter finns listade i Catalogue of Life.